# Las Heras de la Peña

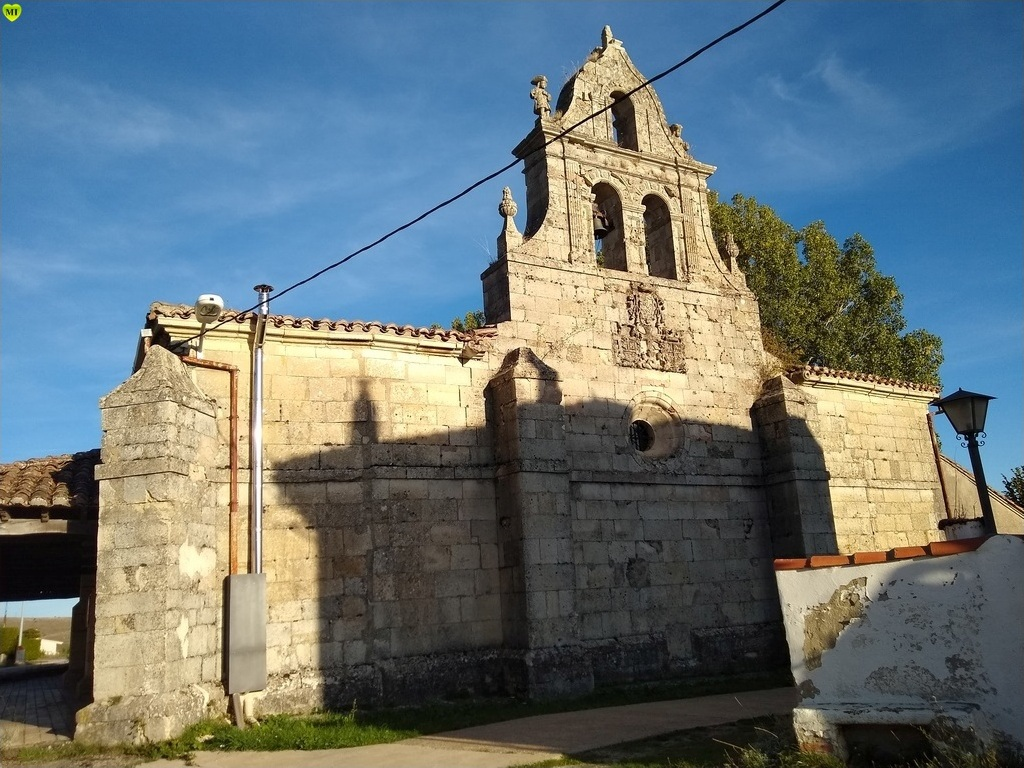
Ermita del Cristo de las Heras

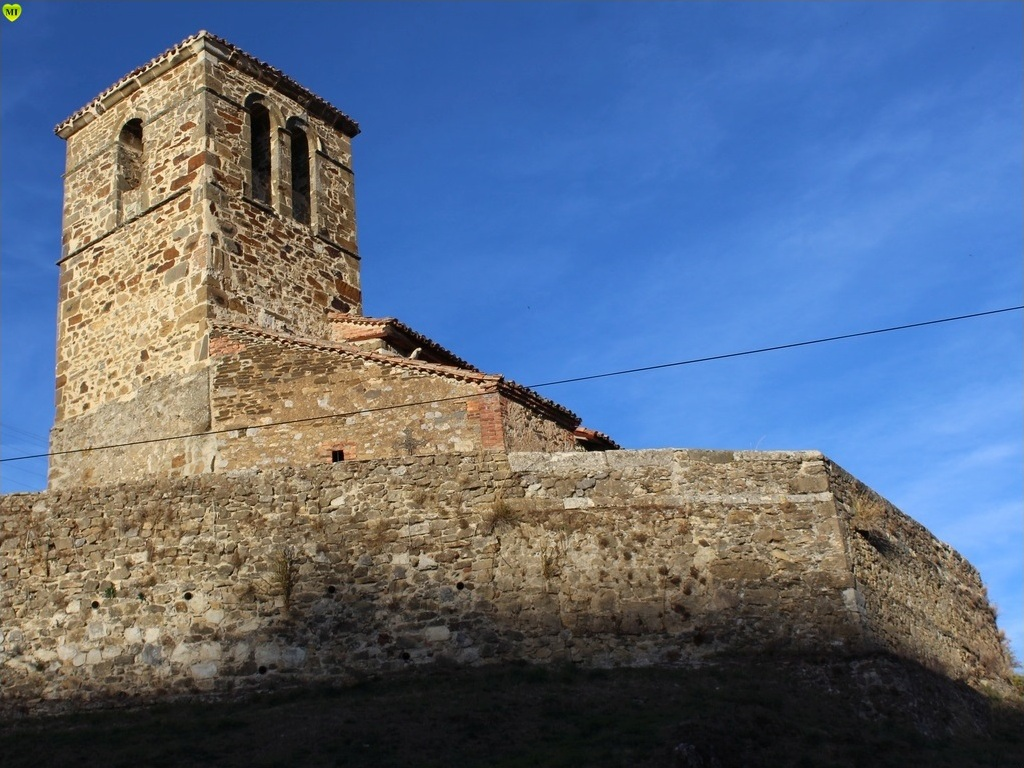
Iglesia de Santa Eulalia

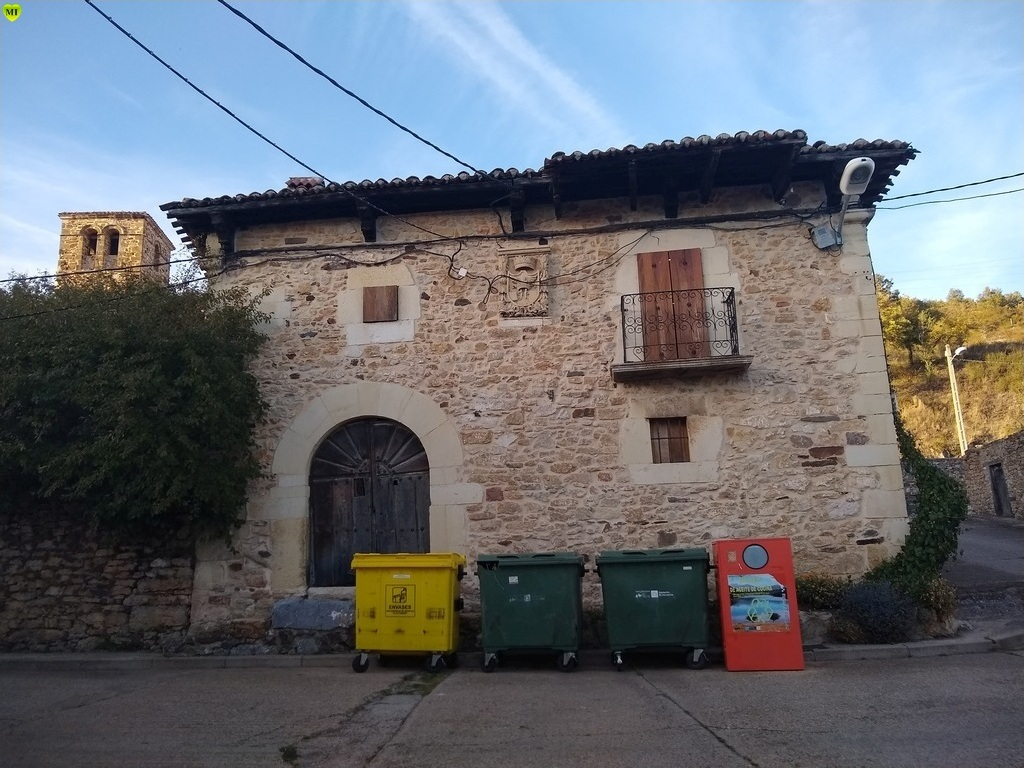

Las Heras de la Peña es una localidad y una pedanía situada en el norte de la provincia de Palencia, en España. Se localiza en la comarca Montaña Palentina, y pertenece al ayuntamiento de Santibáñez de la Peña, localidad de la que se encuentra contigua. Cuenta con 150 habitantes.

## Demografía
Evolución de la población en el siglo XXI
| Gráfica de evolución demográfica de Las Heras de la Peña entre 2000 y 2020 |
|                                                                            |
| Población de derecho (2000-2020) según el padrón municipal del INE         |

## Historia
A la caída del Antiguo Régimen la localidad se constituye en municipio constitucional, entonces conocido como Las Heras y que en el censo de 1842 contaba con 19 hogares y 99 vecinos, para posteriormente integrarse en Respenda de la Peña .

## Patrimonio
- Castro de La Loma
- Iglesia de Santa Eulalia.
- Ermita del Santo Cristo.

## Festividades
- 14 de septiembre: Fiestas patronales.